# نامه-غاتا (إيباراكي)
نامه-غاتا (باليابانية: 行方市 نامه-غاتا-شي) هي مدينة تقع في محافظة إيباراكي، اليابان. تأسست المدينة في 2 سبتمبر 2005.

## أعلام
- هيدياكي أوزاوا

## وصلات خارجية
- موقع بلدية نامه-غاتا